# Le Breuil, Saône-et-Loire
Le Breuil este o comună în departamentul Saône-et-Loire, Franța. În 2009 avea o populație de 3.591 de locuitori.

## Evoluția populației
| An        | 1975  | 1982  | 1990  | 1999  | 2006  | 2009  |
| --------- | ----- | ----- | ----- | ----- | ----- | ----- |
| Populație | 3.067 | 3.368 | 3.741 | 3.667 | 3.508 | 3.591 |